# Circonscription de Delanta
La circonscription de Delanta est une des 135 circonscriptions législatives de l'État fédéré Amhara, elle se situe dans la Zone Nord Wollo. Son représentant actuel est Dawit Teferra Chanie.